# 丹陽警察署
丹陽警察署（タニャンけいさつしょ）は、忠北地方警察庁所管の警察署である。

## 管轄区域
- 丹陽郡

## 沿革
- 1945年10月21日 - 開署
- 1985年9月19日 - 忠州ダムの建設に伴い現在の庁舎に移転

## 組織
- 警務課
- 生活安全課
- 捜査課
- 情報保安課

## 管轄地区隊
- 中央地区隊
- 梅浦地区隊

## 管轄派出所
- 佳谷派出所
- 永春派出所
- 大崗派出所

## 管轄治安センター
- 丹城治安センター
- 魚上川治安センター
- 赤城治安センター